# Lycosa prolifica
Lycosa prolifica là một loài nhện trong họ Lycosidae.
Loài này thuộc chi Lycosa. Lycosa prolifica được Mary Agard Pocock miêu tả năm 1901.